# Dennis Lawrence
Dennis William Lawrence, mais conhecido como Dennis Lawrence (Morvant, 1 de agosto de 1974) é um treinador de futebol e ex-futebolista trinitário que atuava como zagueiro. É o atual treinador da seleção nacional, pela qual disputou a Copa do Mundo de 2006.

## Carreira
Em seu país, Lawrence trabalhou como atendente de supermercado antes de iniciar a carreira futebolística, em 1992, no Barataria Ball Players. Jogou também no Caledonia AIA e no Defence Force entre 1993 e 2000.
Teve destaque no futebol britânico, principalmente no Swansea City, onde atuou em 198 jogos e fez 14 gols até 2006. Vestiu ainda as camisas de Wrexham e Crewe Alexandra (por empréstimo), regressando a Trinidad e Tobago em 2009, jogando uma temporada no San Juan Jabloteh, onde se aposentou aos 35 anos.
Na Seleção Trinitária, Lawrence atuou entre 2000 e 2010, disputando 89 jogos e fazendo 5 gols - o mais importante deles foi o que classificou os caribenhos para a Copa do Mundo de 2006, na repescagem contra o Bahrein. Encerrou a carreira internacional após a malsucedida campanha nas eliminatórias para a Copa de 2010.
Em janeiro de 2017, o ex-zagueiro foi anunciado como novo técnico de Trinidad, sucedendo o belga Tom Saintfiet.

## Títulos
Seleção Trinitária
- Copa do Caribe: 2001

Wrexham
- FAW Premier Cup: 2000-01, 2002-03, 2003-04
- Football League Trophy: 2005

Swansea
- Football League One: 2007-08